# Planta hidroeléctrica Henry Borden
La Central Hidroeléctrica Henry Borden es un complejo situado a los pies de la Serra do Mar en Cubatão, Brasil. Está formado por dos centrales de alta caída (720 m) denominadas Externa y Subterránea, con 14 grupos de generadores accionados por turbinas Pelton (una turbina específica para saltos altos que totaliza una potencia instalada de 889 MW, para un caudal de 157m³/s). 
El abastecimiento de agua se realizó cambiando el curso natural de las aguas de la Cuenca del Alto Tietê que fluye hacia el interior, para descender por la Serra do Mar. El agua del río Pinheiros en la ciudad de São Paulo se bombea a la Represa Billings que, a su vez, transfiere el agua a la Represa del Río das Pedras (reservorio de la central), y el agua baja por túneles abiertos en la sierra hasta la central en Cubatão.